# Lyonetia bakuchia
Lyonetia bakuchia là một loài bướm đêm thuộc họ Lyonetiidae. Nó được tìm thấy ở Nhật Bản (Kyushu, Yakushima).
Sải cánh dài 7-7.5 mm. Con trưởng thành bay từ the end of tháng 10 đến the end of tháng 11.
Ấu trùng ăn Prunus zippeliana. Chúng ăn lá nơi chúng làm tổ. 